# Guillaume Raineau
Guillaume Raineau (n. 29 iunie 1986, Nantes, Franța) este un canotor ce a reprezentat Franța, medaliat olimpic. A participat la 2 ediții ale Jocurilor Olimpice (2008, 2016) în care a câștigat o medalie de bronz.